# Brownsville (Brooklyn)
Brownsville – jedna z dzielnic (neighborhood) we wschodnim Brooklynie, graniczy z Bedford-Stuyvesant na północy i z East Flatbush na wschodzie.

## Demografia
W 2000 r. Brownsville liczyło 85 151 mieszkańców, w tym 85,6% stanowili Afroamerykanie, 13,9% - Latynosi, 3,6% - przedstawiciele rasy białej i 0,4% rdzenni Amerykanie.

## Znani z Brownsville
- Mike Tyson - Bokser
- Shannon Briggs - bokser
- M.O.P. - duet hip-hopowy
- Ralph Bakshi - reżyser, scenarzysta filmów animowanych
- RZA - raper, członek Wu-Tang Clan
- U-God - raper, członek Wu-Tang Clan
- Killah Priest - raper, powiązany z Wu-Tang Clan
- Jerel Blassingame - koszykarz